# Władysław Ortyl
Władysław Zenon Ortyl (ur. 27 czerwca 1954 w Mielcu) – polski polityk, inżynier, samorządowiec, senator VI, VII i VIII kadencji, w latach 2005–2007 sekretarz stanu w Ministerstwie Rozwoju Regionalnego, od 2013 marszałek województwa podkarpackiego.

## Życiorys
Ukończył w 1979 studia na Wydziale Mechanicznym Politechniki Rzeszowskiej, specjalizując się w konstrukcjach lotniczych. Od 1979 do 1992 pracował w Ośrodku Badawczo-Rozwojowym Sprzętu Komunikacyjnego w Mielcu, następnie do 1998 był prezesem Zarządu Agencji Rozwoju Regionalnego MARR, a w latach 2002–2005 pełnomocnikiem zarządu. Od 1979 do 1981 był także zatrudniony jako nauczyciel w Technikum Mechanicznym w Mielcu, a w latach 1997–1999 w I Liceum Ogólnokształcącym w Mielcu. W 1980 wstąpił do NSZZ „Solidarność”. W latach 1989–1991 był wiceprzewodniczącym i przewodniczącym komisji zakładowej Solidarności WSK PZL i OBR-SK Mielec oraz członkiem zarządu regionu związku, a od 1990 do 1991 wiceprzewodniczącym Krajowej Sekcji Przemysłu Lotniczego NSZZ „Solidarność”.
Przez rok (1990–1991) działał w Porozumieniu Centrum, w latach 1998–2004 był członkiem Ruchu Społecznego AWS (od 2002 działającego pod nazwą Ruch Społeczny), zasiadając we władzach krajowych tej partii i kierując jej strukturami wojewódzkimi. W latach 1993–1996 był członkiem zarządu oraz wiceprezesem Krajowego Stowarzyszenia Agencji i Fundacji Rozwoju Regionalnego w Warszawie, później do 1999 członkiem rady programowej tego stowarzyszenia. W 1997 zakładał Stowarzyszenie „Inkubator Przedsiębiorczości IN-MARR” w Mielcu, przewodniczył jego komisji rewizyjnej, a w 2003 objął stanowisko wiceprezesa zarządu. Członek Stowarzyszenia Promocji Przedsiębiorczości w Rzeszowie oraz Stowarzyszenia na rzecz Wsparcia Przemian w Polskim Rolnictwie „Klub Integracji z Wiejską Europą” w Rzeszowie.
Od 1998 do 2005 zasiadał w sejmiku podkarpackim. W latach 1999–2002 pełnił funkcję członka zarządu województwa, a w 2002 zajmował stanowisko wicemarszałka. Odpowiadał m.in. za programowanie i wdrażanie programów pomocowych Unii Europejskiej, program Aktywizacji Obszarów Wiejskich Banku Światowego, planowanie przestrzenne i rozwój regionalnym. W wyborach parlamentarnych w 2001 bez powodzenia kandydował do Sejmu z listy Akcji Wyborczej Solidarność Prawicy. Od 2001 do 2003 zasiadał w radzie nadzorczej Agencji Rozwoju Przemysłu w Warszawie.
W wyborach parlamentarnych w 2005 został wybrany na senatora VI kadencji z ramienia Prawa i Sprawiedliwości w okręgu rzeszowskim. Od 7 listopada 2005 do 20 listopada 2007 pełnił funkcję sekretarza stanu w Ministerstwie Rozwoju Regionalnego. W wyborach parlamentarnych w 2007 po raz drugi uzyskał mandat senatorski, otrzymując 187 210 głosów. W wyborach w 2011 z powodzeniem ubiegał się o reelekcję w okręgu nr 55.
27 maja 2013 sejmik podkarpacki powołał go na stanowisko marszałka województwa – stracił tym samym mandat senatorski. W wyborach w 2014 wybrany do sejmiku V kadencji, 28 listopada 2014 po raz drugi objął funkcję marszałka. W październiku 2015 został członkiem Narodowej Rady Rozwoju powołanej przez prezydenta Andrzeja Dudę. W 2018 ponownie uzyskał mandat radnego województwa. 19 listopada tego samego roku został po raz kolejny wybrany na marszałka. W 2024 po raz kolejny został wybrany do sejmiku. 6 maja tego samego roku ponownie powierzono mu funkcję marszałka. W 2024 z ramienia PiS wystartował również w wyborach do Parlamentu Europejskiego z okręgu nr 9.

## Odznaczenia i wyróżnienia
Odznaczony przez prezydenta Andrzeja Dudę Krzyżem Komandorskim (2015) i Krzyżem Komandorskim z Gwiazdą (2024) Orderu Odrodzenia Polski. W 2016 i 2021 powoływany w skład Kapituły Orderu Odrodzenia Polski na kolejne kadencje.
W 2015 wyróżniony także Złotym Medalem za Zasługi dla Straży Granicznej. W 2017 odznaczony Brązową Odznaką „Zasłużony dla Ochrony Przeciwpożarowej”. W 2018 otrzymał Medal 100-lecia Odzyskania Niepodległości, w 2019 Medal Stulecia Odzyskanej Niepodległości.
W 2017 otrzymał Złoty Medal Akademii Polskiego Sukcesu. W 2021 wyróżniony statuetką „Promotor Polski” w ramach programu „Teraz Polska”, a w 2024 Odznaką Honorową Powiatu Kolbuszowskiego.

## Życie prywatne
Syn Czesława i Danuty. Żonaty, ma dwoje dzieci.